# Morne Ciseaux
Morne Ciseaux (dt.: „Berg der Scheren“) ist ein Ort im Quarter (Distrikt) Anse-la-Raye im Westen des Inselstaates St. Lucia in der Karibik. 

## Geographie
Der Ort liegt im Tal des Roseau River. Im Umkreis liegen die Siedlungen Morne D’Or, La Treille, Vanard, Derriere Dos und Bois D’Inde.

## Klima
Nach dem Köppen-Geiger-System zeichnet sich Morne Ciseaux durch ein tropisches Klima mit der Kurzbezeichnung Af aus.